# 伊豆の女
「伊豆の女」（いずのひと）は、北島三郎のシングル。1970年6月1日に日本クラウンから発売された。

## 概要
- 通称「女（ひと）シリーズ」[2] [3] [4]と呼ばれる内の一曲で、伊豆が舞台であり、歌詞には音無の森、熱川、ヤマモモ[5]、赤沢が登場する。
- 2004年にリリースされた「【函館の女】～女シリーズ～その女をたずねて」[6]、2007年にリリースされた「その女をたずねて〜函館から沖縄まで〜」[7]にも収録されている。
- B面「城ヶ崎ブルース」は1968年に黒沢明とロス・プリモスが歌った曲のカバーであり、歌詞の中にはシャボテン、遠笠山が登場する。

## 収録曲
両曲共／作詞：星野哲郎
1. 伊豆の女
  - 作曲・編曲：島津伸男
2. 城ヶ崎ブルース
  - 作曲・編曲：関野幾生